# USS Benham (DD-796)
USS Benham (DD-796) — эскадренный миноносец типа «Флетчер», в период Второй мировой войны состоявший на вооружении ВМС США. Был назван в честь контр-адмирала Эндрю Е. К. Бэнхама (10 апреля 1832 — 11 августа 1905).
Эсминец был заложен 23 апреля 1943 года на верфи Bethlehem Steel, спущен на воду 30 августа 1943 года и сдан в эксплуатацию 20 декабря 1943 года, под командование коммандера Е. В. Деннета.

## История
29 мая 1944 года эсминец присоединился к ударной группе кораблей направляющихся на атолл Эниветок. 19 и 20 июня «Бэнхам» принял участие в битве в Филиппинском море.

## Награды
«Бэнхам» был награждён 8 звездами за службу во Второй мировой войне.